# RSM 2375
RSM 2375— марка универсально-пропашных колёсных тракторов. Был разработан в 2001 году и выпускался в течение 15 лет канадской компанией Versatile, в 2016 году производство было перенесено на главный завод Ростсельмаш в Ростове-на-Дону. Предназначен для выполнения любых работ..